# James Short

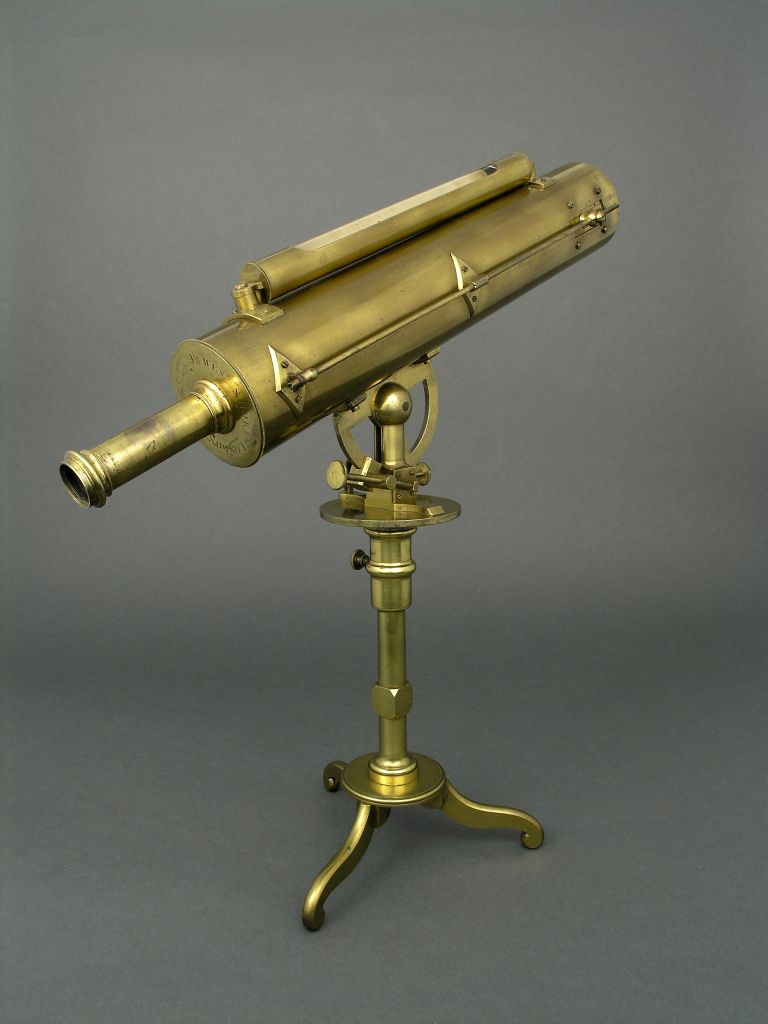
Mosazný teleskop, který postavil Short, ve sbírce Thinktank, Birmingham Science Museum

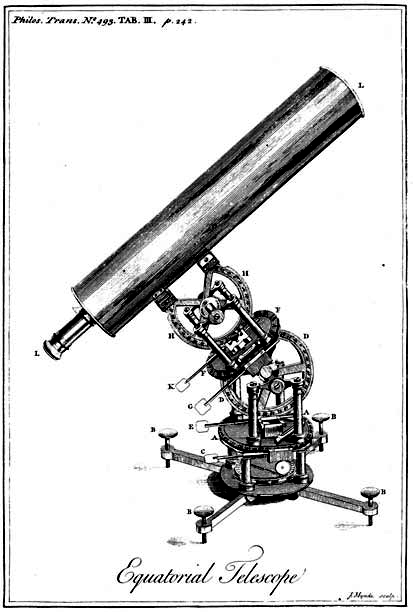
Shortův teleskop

James Short (21. června 1710 Edinburgh – 15. června 1768 Londýn) byl britský matematik, optik a výrobce dalekohledů.
Původně se připravoval na církevní dráhu na Royal High School. Short upoutal pozornost Colina Maclaurina, univerzitního profesora matematiky, který mu kolem roku 1732 dal povolení k používání kolejních prostor ke stavbám dalekohledů.
V prvních Shortových dalekohledech byla zrcadla vyrobena ze skla, jak je navrhl James Gregory, ale později byla používána pouze kovová zrcadla, která se dařilo vyrábět v parabolických a eliptických tvarech. Short se začal výrobou dalekohledů zabývat profesně, a působil v Edinburghu a poté v Londýně.
Jeho dalekohledy byly Gregorova typu, a některé z nich si zachovaly svou ostrost dodnes.
Roku 1736 jej Karolína z Ansbachu pověřila výukou matematiky svého druhého syna Williama. Roku 1738 se stal členem Royal Society.